# Philodromus kendrabatai
Philodromus kendrabatai es una especie de araña cangrejo del género Philodromus, familia Philodromidae. Fue descrita científicamente por Tikader en 1966.